# Meleschinka
Meleschinka (russisch Мелешинка) ist ein Weiler (chutor) in der Oblast Kursk in Russland. Er gehört zum Rajon Fatesch und zur Landgemeinde (selskoje posselenije) Bolscheschirowski selsowjet.

## Geographie
Der Ort liegt gut 36 km Luftlinie nordwestlich des Oblastverwaltungszentrums Kursk im südwestlichen Teil der Mittelrussischen Platte, 20,5 km südwestlich des Rajonverwaltungszentrums Fatesch, 16 km vom Sitz des Dorfsowjet – Bolschoje Schirowo, 87,5 km von der Grenze zwischen Russland und der Ukraine, am Torrente Grjasnaja Rudka (rechter Nebenfluss der Ruda im Becken der Swapa).

### Klima
Das Klima im Ort ist wie im Rest des Rajons kalt und gemäßigt. Es gibt während des Jahres eine erhebliche Niederschlagsmenge. Dfb lautet die Klassifikation des Klimas nach Köppen und Geiger.

## Bevölkerungsentwicklung
| Jahr | Einwohner |
| ---- | --------- |
| 2002 | 65        |
| 2010 | 47        |

Anmerkung: Volkszählungsdaten

## Verkehr
Meleschinka liegt 15 km von der Fernstraße föderaler Bedeutung M2 „Krim“ als Teil der Europastraße E105, 27,5 km von der Straße regionaler Bedeutung 38K-017 (Kursk – Lgow – Rylsk – Grenze zur Ukraine) als Teil der Europastraße E38, 0,5 km von der Straße interkommunaler Bedeutung 38N-221 (M2 „Krim“ – Kromskaja) und 29 km vor nächsten Eisenbahnhaltestelle 433 km (Eisenbahnstrecke Lgow-Kijewskij – Kursk) entfernt.
Der Ort liegt 151 km vom internationalen Flughafen von Belgorod entfernt.